# ノエル・ベレスフォード＝パース
ノエル・モンソン・デ・ラ・ポーア・ベレスフォード＝パース（英語: Noel Monson de la Poer Beresford-Peirse、KBE, CB, DSO、1887年12月22日 - 1953年1月14日）は、イギリスの軍人。最終階級は陸軍中将。

## 経歴

### 前半生と第一次世界大戦
ノエル・ベレスフォード＝パースは、1887年12月22日にイギリス・アイルランド島のロンドンデリーで、陸軍大佐だった父ウィリアム・ジョン・デ・ラ・ポーア・ベレスフォード＝パースとその妻マリー・チェンバーズとの間に生まれた。バークシャーのウェリントン・カレッジ卒業後は王立陸軍士官学校に入校し、1907年に王立砲兵連隊として士官に任官された。
1914年に第一次世界大戦が勃発すると、ベレスフォード＝パースはエジプトやメソポタミアに赴いた。終戦間際にはフランスやベルギーに移っている。一連の戦功が評価された彼は、1918年に殊勲者公式報告書へ記載され、殊功勲章を受章した。第一次世界大戦が終結すると、彼は1924年から1年間キャンバリー参謀大学で学んだ。また、彼は1929年までに、イギリスやフランスの王立砲兵連隊で多くの役割を果たしている。その後、1935年までイギリス本国で参謀や管理職を務めた。1937年になると、ベレスフォード＝パースは特別任務のため英領インドに渡り、2年間ベルガウム高官学校で教鞭を執った。1939年から1940年にかけてインド・南部駐留軍司令部の王立砲兵連隊の准将となり、同時に国王ジョージ6世の国王付副官も担っている。

### 第二次世界大戦
第二次世界大戦が勃発すると、ベレスフォード＝パースはエジプトを拠点としていた第4インド歩兵師団の砲兵部隊司令官に就任した。1940年8月に彼は師団司令官へ昇進し、この師団を率いて北アフリカ（コンパス作戦）や英領スーダン（東アフリカ戦線）に赴いた。
1941年3月、ベレスフォード＝パースは大英帝国勲章ナイト・コマンダーの受勲を以て騎士に叙任された。4月14日からは西方砂漠軍で、リチャード・オコーナーの下指揮を執っている（なお、後に西方砂漠軍は第13軍団へ再編された）。10月から翌年4月にかけてスーダンのイギリス軍を指揮し、6月にはインド・南部駐留軍司令部に移った。彼は1945年3月31日までインド司令部に駐在していた。

### その後
ベレスフォード＝パースは1945年4月から1946年までインド司令部の福祉局長を務めた。1947年6月13日に退役し、以降は正規陸軍予備軍に身を置いていた。1953年に死去。
ベレスフォード＝パースは生涯3度結婚している。1912年に、J.A.コクランの娘であるオーストラリア・リヴェリナ出身のヘーゼル・マージョリーと結婚したが、1924年に離婚した。翌年にはR.D.ジェームソン軍医大佐（CMG, RN）の一人娘であるジェーンと2度目の結婚をしている。ジェーンとは1926年に死別したため、1929年にジェームズ・モリス・コルクホーン・コルヴィン大佐（VC）の娘であるキャサリン・カミラと3度目の結婚をした。ヘーゼル、ジェーン、キャサリンいずれの間にも子供は儲けていない。

## 叙勲
|  | 大英帝国勲章ナイト・コマンダー – 1941年3月4日 |
|  | バス勲章コンパニオン – 1943年1月1日           |
|  | 殊功勲章 – 1918年1月1日                       |
|  | 連合軍勝利記章                                |
|  | イギリス戦争記章                              |

## 昇進履歴
- 少尉: 1907年12月18日[4]
- 中尉: 1910年12月18日[4]
- 大尉: 1914年10月30日[4]
- 少佐: 1917年12月5日[4]
- 中佐: 1932年11月16日[4]
- 大佐: 1935年1月1日[4]
- 准将: 1939年1月9日[4]
- 少将: 1940年8月5日[4]
- 中将: 1942年11月17日[4]